# Wouter D'Haene
Wouter D'Haene (Cortrique, 5 de mayo de 1982) es un deportista belga que compitió en piragüismo en la modalidad de aguas tranquilas.
Ganó una medalla de plata en el Campeonato Mundial de Piragüismo de 2003, en la prueba de K2 1000 m. Participó en los Juegos Olímpicos de Atenas 2004, ocupando el quinto lugar en la misma prueba.

## Palmarés internacional
| Campeonato Mundial | Campeonato Mundial           | Campeonato Mundial | Campeonato Mundial |
| Año                | Lugar                        | Medalla            | Competición        |
| ------------------ | ---------------------------- | ------------------ | ------------------ |
| 2003               | Gainesville (Estados Unidos) | Medalla de plata   | K2 1000 m          |